# Sass Sylvia
Sass Sylvia (Budapest, 1951. július 12. –) Kossuth- és Liszt Ferenc-díjas magyar opera-énekesnő (szoprán), érdemes művész, a Halhatatlanok Társulatának örökös tagja.

## Életpályája
Zenei tanulmányait a budapesti Liszt Ferenc Zeneművészeti Főiskolán végezte 1970 és 1972 között Révhegyi Ferencné növendékeként.
A Magyar Állami Operaház színpadán 1971-ben debütált Frasquita szerepében (Bizet: Carmen), 1972 és 1979 között az Operaház magánénekese volt. Több nemzetközi énekversenyen vett részt, 1972-ben a Magyar Televízió Kodály Énekversenyén első díjat nyert, 1973-ban a szófiai énekverseny nagydíját kapta, valamint a legjobb kamaraénekesnek járó különdíjat. 1974-ben Moszkvában a Csajkovszkij Énekversenyen második díjat nyert, az első díjat nem adták ki.
1975-től egyre többet vendégszerepelt külföldön, fellépett többek között a londoni Covent Gardenben, a Milánói Scalában, a bécsi Staatsoperben, a New York-i Metropolitanben, a Párizsi Operában, a moszkvai Bolsojban, valamint Hamburgban, Frankfurt am Mainban, Münchenben, Aix-en-Provence-ban, Salzburgban, Glasgow-ban, Moszkvában, Prágában, Szófiában, Bostonban, Denverben, Los Angelesben, Pittsburghben, Miamiban, Tokióban, Caracasban, Santiago de Chilében.
Judit szerepében (Bartók: A kékszakállú herceg vára) énekelt a New York-i Carnegie Hallban, valamint a londoni Royal Albert Hallban.
Olyan neves karmesterekkel szerepelt együtt, mint Solti György, Georges Prêtre, Lamberto Gardelli, John Pritchard, Alain Lombard, Sir Charles Mackerras, Gianandrea Gavazzeni, Kent Nagano, Nello Santi, Michel Plasson, James Conlon, Rafael Kubelik, Sir Edward Downes, Francesco Molinari Pradelli, Nicola Rescigno, Alberto Erede, Olivero de Fabritis.
Olyan kiváló énekesekkel, mint Plácido Domingo, José Carreras, Renato Bruson, Alfredo Kraus, Carlo Bergonzi, Boris Christoff, Piero Cappuccilli, Neil Shicoff, Grace Bumbry, Robert Lloyd, Giuseppe Giacomini, valamint rendezőkkel, mint Jorge Lavelli, Jean-Pierre Ponnelle, PierLuigi Samaritani, Hugo de Ana.
Huszonnégy év színpadi karrierje alatt negyvenhét főszerepet énekelt.
1995-től koncerteken lép fel. 1996-tól 2000-ig a Liszt Ferenc Zeneművészeti Főiskolán dalirodalmat tanított. 1996-tól mesterkurzusokat tart, többek között a Liszt Ferenc Zeneművészeti Egyetemen, Budapest, Tokióban a Musachino Akadémián, Jeruzsálemben a Rubin Akadémián, Santiago de Chilében a Zeneakadémián, Londonban a Kodály Institute of Britainben, a Párizsi Magyar Intézetben, 2011-ben a Római Magyar Akadémián, Nantes-ban az Art’ Scènes fesztivál keretében.
Számos nemzetközi énekverseny zsűrijébe kapott meghívást: 1994-ben a moszkvai Csajkovszkij Énekversenynek zsűritagja, 2003-ban a Viña del Mar, (Chile) Énekverseny, 2005-ben pedig a brazíliai Maria Callas Énekverseny zsűri elnöke. 2007-ben a Szentpéterváron megrendezett Jelena Obrazcova énekverseny, majd 2009-ben a Marseille-ben megrendezett nemzetközi énekverseny zsűritagja.
Több mint harminc lemeze jelent meg, melyek között teljes operafelvételek és szólóalbumok egyaránt megtalálhatók.
Tévéfelvételeken is közreműködött, szerepelt Schubert: A házi háború, Leoncavallo: Bajazzók, Farkas Ferenc: A bűvös szekrény című operafilmekben.
DVD-n megjelent Bartók: A kékszakállú herceg vára (Unitel), valamint Puccini: A köpeny című operája, a Teatro alla Scala előadásának felvétele.

## Főbb szerepei
- Bartók: A kékszakállú herceg vára – Judit
- Bizet: Carmen – Frasquita, Carmen
- Cherubini: Medea – Medea
- Durkó: Mózes – Mózes anyja
- Erkel: Hunyadi László - Szilágyi Erzsébet
- Farkas: A bűvös szekrény –Zulejka (tv-filmen)
- Gounod: Rómeó és Júlia – Juliette
- Gershwin: Porgy és Bess – Clara
- Giordano: Fedora - Fedora
- Kodály: Székely fonó – Leány
- Leoncavallo: Bajazzók – Nedda (tv-filmen)
- Mascagni: Parasztbecsület: Santuzza
- Monteverdi: Poppea megkoronázása – Virtus
- Monteverdi: Odüsszeusz hazatérése – Penelopé
- Mozart: Così fan tutte – Fiordiligi
- Mozart: Don Giovanni – Donna Anna, Donna Elvira
- Mozart: Figaro házassága – Grófné
- Puccini: Manon Lescaut – Manon
- Puccini: Bohémélet – Mimi
- Puccini: Tosca – Tosca
- Puccini: A köpeny – Giorgetta
- Puccini: Turandot – Turandot
- Puccini: A fecske – Magda
- Strauss: Salome – Salome
- Schubert: Három a kislány – Édi
- Szokolay: Sámson – Delila
- Verdi: A kalóz – Gulnara
- Verdi: A lombardok – Giselda
- Verdi: Macbeth – Lady Macbeth
- Verdi: Traviata – Violetta
- Verdi: A trubadúr – Leonora
- Verdi: Az álarcosbál – Amelia
- Verdi: Don Carlos – Erzsébet
- Verdi: Otello – Desdemona
- Verdi: Attila – Odabella
- Verdi: Ernani – Elvira
- Verdi: Stiffelio – Lina
- Wagner: Az istenek alkonya – Gutrune
- Wagner: A Rajna kincse – Freia
- Wagner: A nürnbergi mesterdalnokok – Éva

## Díjai, elismerései
- Liszt Ferenc-díj (1976)
- Székely Mihály-emlékplakett (1976)
- Érdemes művész (1978)
- Örökös tag a Halhatatlanok Társulatában (2004)
- A Magyar Köztársasági Érdemrend középkeresztje (2007)
- Kossuth-díj (2017)[2]
- Olasz Csillagrend lovagkeresztje (2018)[3]